# Víctor Borja
Víctor Hugo Borja Morca (Guadalajara (Jalisco), 18 de julho de 1912 - ????) foi um basquetebolista mexicano que integrou a Seleção Mexicana de Basquetebol, tendo conquistado medalha de bronze nos XI Jogos Olímpicos de Verão em 1936 em Berlim, na Alemanha nazista.
Víctor Borja era irmão de Carlos Borja, também integrante da Seleção Mexicana medalhista em Berlim.
Víctor Borja cometeu suicídio.